# Zamek Greifenstein
Zamek Greifenstein (niem. Schloss Greifenstein) – zabytkowy zamek w Heiligenstadt in Oberfranken.
Po raz pierwszy nazwa zamku pojawia się w dokumentach w 1172. Około 100 lat później zamek nabyli panowie von Streitberg. W wojnie chłopskiej (1525) Greifenstein został zniszczony i splądrowany. W kolejnych dziesięcioleciach popadał w ruinę. Kiedy wymarli przedstawiciele rodziny von Streitberg, ówczesne lenno powróciło do biskupstwa w Bambergu. Biskup Marquard Sebastian Schenk von Stauffenberg (1644–1693) otrzymał Greifenstein jako lenno rycerskie z prawem przekazania go swoim męskim krewnym. Architekt Leonhard Dientzenhofer przebudował renesansowy budynek na barokowy pałacyk myśliwski. Po sekularyzacją biskupstwa w Bambergu Greifenstein stał się własnością rodziny Schenk von Stauffenberg, którzy mieszkają w nim do dziś.
Na dziedzińcu stoi kaplica zamkowa pod wezwaniem św. Sebastiana. Nad portalem we frontonie znajduje się inskrypcja łac. VlrtVs DeILLo eXlbat – aC sanabat oMnes Luc. 6 (Moc wychodziła od Niego i uzdrawiała wszystkich Łk 6,19) z chronostychem MDCLLXVVIII – 1723.

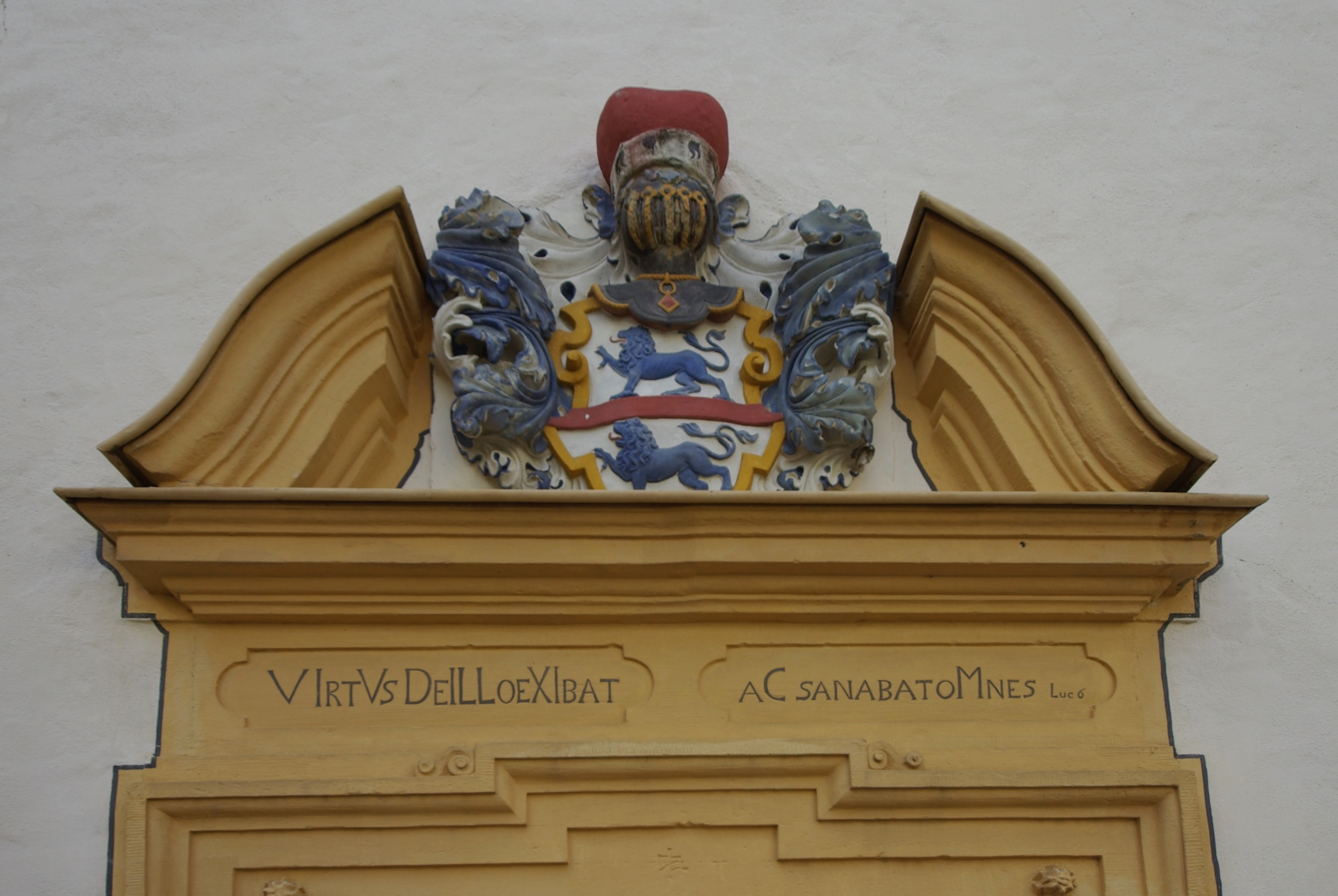
Portal z herbem
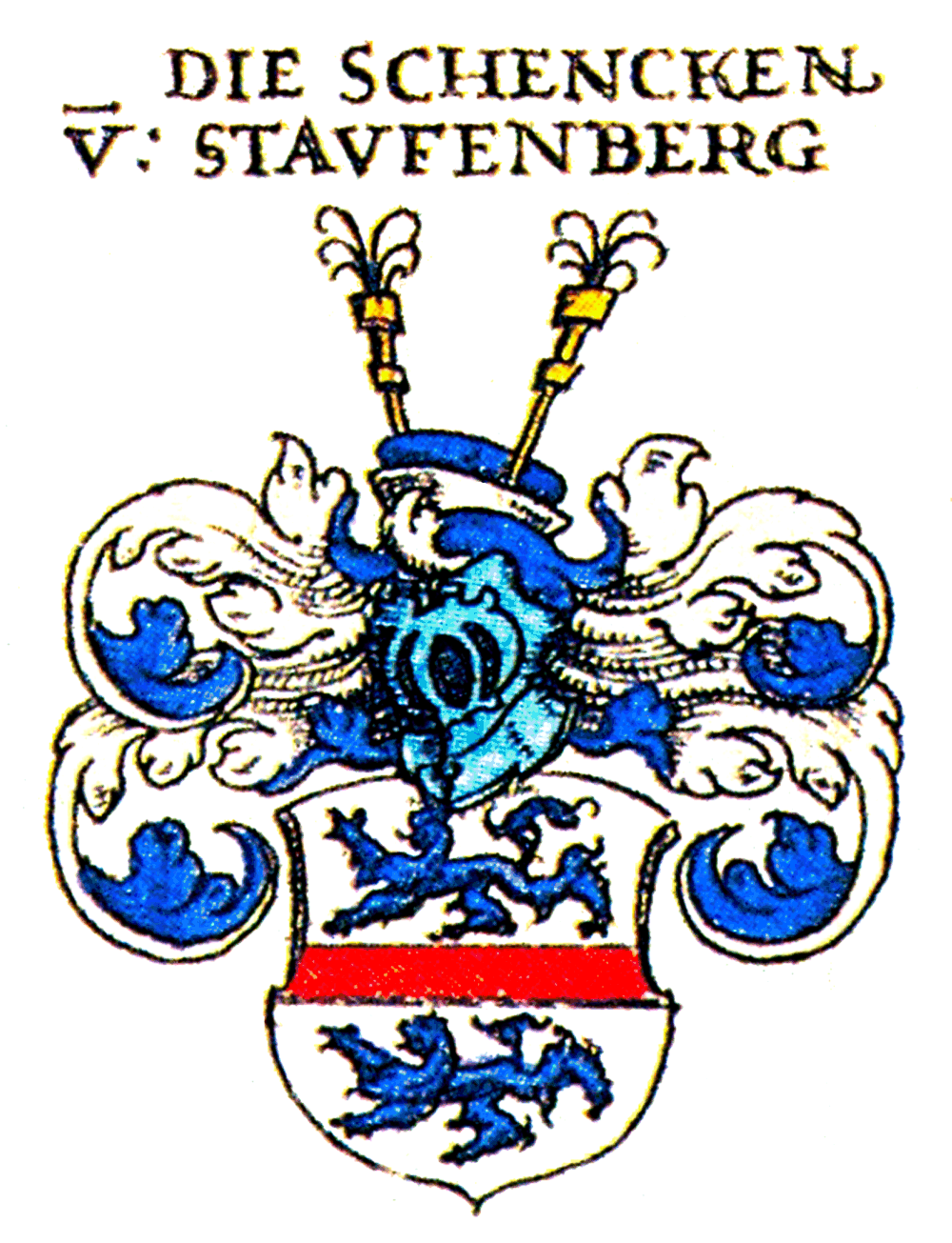
Herb Schenk von Stauffenberg